# Siedmiu wspaniałych nadjeżdża
Siedmiu wspaniałych nadjeżdża (ang. The Magnificent Seven Ride!) – amerykański western z 1972 roku. Ostatni film cyklu o siedmiu wspaniałych.

## Fabuła
Chris Adams - niegdyś sławny rewolwerowiec - obecnie prowadzi ustabilizowane życie jako szeryf w mieście na pograniczu z Meksykiem. Ale spokój nie trwa długo, bowiem bracia Allan wraz z Shelly'm dokonują napadu na bank. Podczas strzelaniny Chris zostaje ranny, a jego żona porwana. Kiedy Chris odzyskuje przytomność, wyrusza się zemścić. Towarzyszy mu pisarz Noah Forbes...

## Obsada
- Lee Van Cleef – Szeryf Chris Adams
- Stefanie Powers – Laurie Gunn
- Michael Callan – Noah Forbes
- Mariette Hartley – Arilla Adams
- Luke Askew – Mark Skinner
- Pedro Armendáriz Jr. – Pepe Carral
- Ralph Waite – Jim Mackay
- Melissa Murphy – Madge Buchanan
- William Lucking – Walt Drummond
- James Sikking – Kapitan Andy Hayes
- Ed Lauter – Scott Elliot
- Allyn Ann McLerie – Pani Donavan
- Gary Busey – Hank Allan
- Robert Jaffe – Bob Allan
- Darrell Larson – Shelly